# Jack Pickersgill
Pour les articles homonymes, voir Pickersgill.
John Whitney Pickersgill (23 juin 1905-14 novembre 1997) est un homme politique canadien de Terre-Neuve-et-Labrador. Il est député fédéral libéral de la circonscription terre-neuvienne de Bonavista—Twillingate de 1953 à 1967 . Il est ministre dans le cabinet du premier ministre Lester Pearson.

## Biographie
Né à Wyecombe en Ontario, Pickersgill s'établit à Ashern au Manitoba avec sa famille où son père devient fermier. Il étudie ensuite à l'Université du Manitoba et à l'Université d'Oxford. Il travaille ensuite comme enseignant d'histoire à Winnipeg.

## Fonctionnaire
Pickersgill se joint au Département des Affaires externes d'Ottawa et travaille peu de temps après comme assistant du secrétaire privé du premier ministre William Lyon Mackenzie King. En 1945, il devient Special assistant du premier ministre et en charge se bureau. Il demeure en fonction lorsque Louis St-Laurent succède à King et devient greffier du Conseil privé en 1952. 

## Député et ministre
Élu à la Chambre des communes du Canada en 1953, Pickersgill s'impliquait déjà dans la politique terre-neuvienne à la demande de politiciens fédéraux dès les années 1940. Il œuvre entre autres au rattachement de l'île avec la confédération canadienne en 1953. Il entre au cabinet à titre de secrétaire d'État du Canada et de ministre de la Citoyenneté et de l'Immigration en 1954. Lors d'un banquet de réinhumation en 1956, il suggère aux chefs de Premières Nations de prendre des emplois qui leur permettrait d'être indépendant du soutien du gouvernement.
À la suite de la défaite libérale en 1957, il entre dans l'opposition officielle et tourmente le gouvernement progressiste-conservateur de John Diefenbaker. Les Libéraux de retour au pouvoir avec Lester Pearson en 1963, il revient au cabinet à titre de secrétaire d'État, leader du gouvernement à la Chambre des communes et ministre des Transports. En 1967, il démissionne pour devenir président de l'Office des transports du Canada (en).

## Honneurs
Devenu membre du Conseil privé du Roi pour le Canada en 1953, cette nomination lui permet d'utiliser le titre de Le très honorable. En 1970, il devient compagnon de l'Ordre du Canada.
À titre de député en fonction, il reçoit la médaille du centenaire du Canada en 1967. Il reçoit également la médaille du jubilé d'argent d'Élisabeth II en 1977.
Il reçoit un doctorat honorifique en droit de l'Université du Manitoba en 1967, ainsi qu'un doctorat honorifique de l'Université de Winnipeg en 1982.

## Mémorialiste
Avec D. F. Forster, il rédige quatre volumes intitulés, The Mackenzie King Record (1960), basés sur les journaux de King. Pickersgill était le rédacteur des journaux de King et également l'auteur de trois autres ouvrages, soit My Years with Louis St. Laurent, The Road Back et Seeing Canada Whole, tous gravitant autour du Parti libéral du Canada.

## Archives
Le fonds d'archives Jack Pickersgill est disponible à la Bibliothèque et Archives Canada.